# Digonocryptus inflatus
Digonocryptus inflatus là một loài tò vò trong họ Ichneumonidae.